# 12401 Тухольський
12401 Тухольський (12401 Tucholsky) — астероїд головного поясу, відкритий 21 липня 1995 року.
Тіссеранів параметр щодо Юпітера — 3,509.